# Khuek-rit Pramot
Khuek-rit Pramot (thaï : คึกฤทธิ์ ปราโมช ; API : [kʰɯ́k.rít prāː.môːt]) ou Kukrit Pramoj, (district d'Inburi, province de Singburi, 20 avril 1911 - Bangkok, 9 octobre 1995) est un homme politique thaïlandais.
Il est Premier ministre en 1975-1976,, après et avant son frère aîné Seni Pramoj (qui, lui, est Premier ministre à trois reprises en 1945, 1975 et 1976).
Kukrit est connu comme un des plus grands intellectuels de Thaïlande. Il est aussi écrivain, journaliste et homme d’affaires.

## Biographie

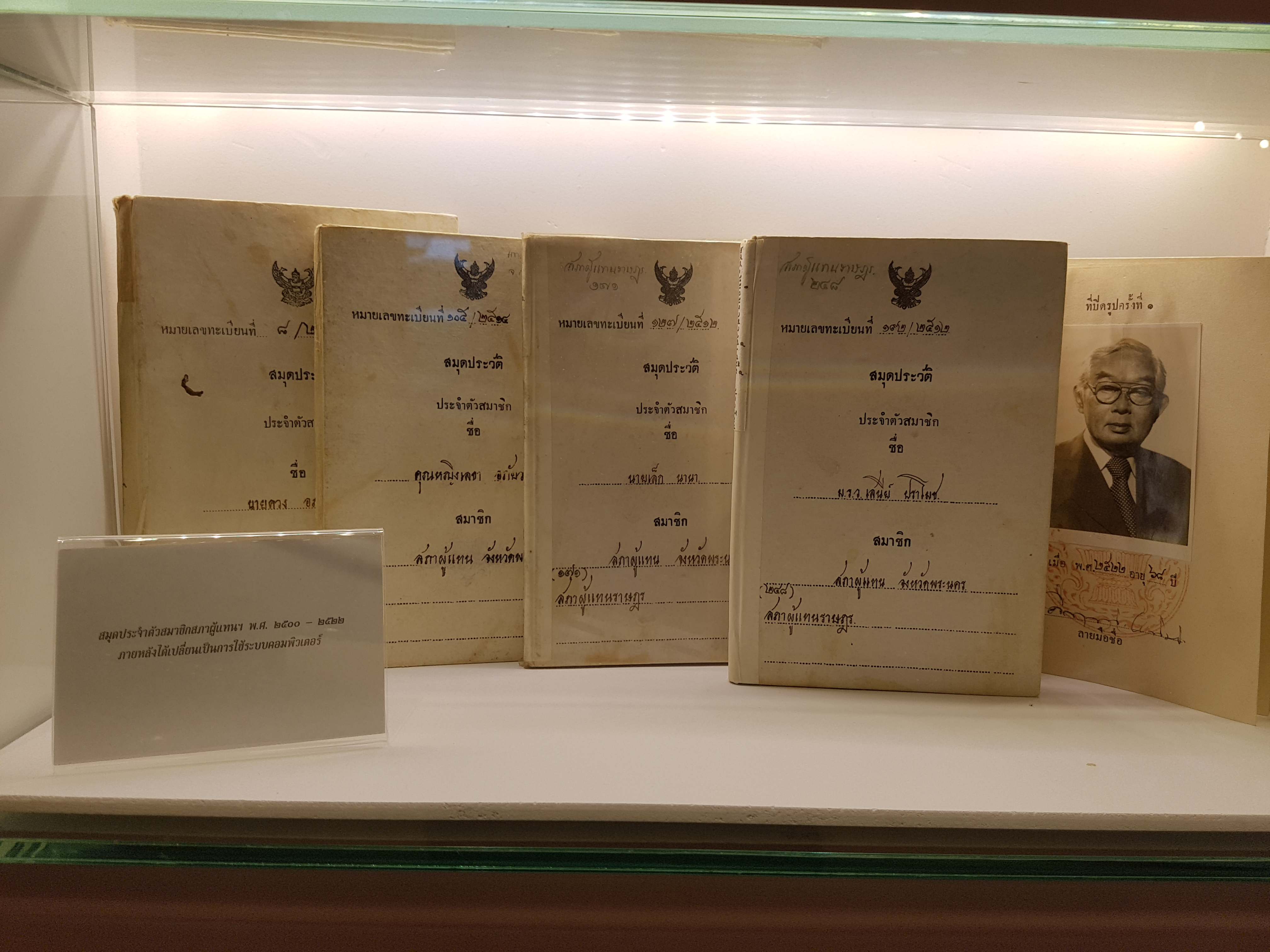
Kukrit Pramoj, 1^{er} Ministre, Musée du parlement thaï

Kukrit Pramot, né en 1911, est issu d'une famille princière : c'est l'arrière-petits-fils du roi Rama II. Il connaît une jeunesse dorée à la cour du roi puis il est envoyé à la fin de son adolescence en Angleterre où il étudie à Oxford. Il se passionne alors pour les idées européennes et la culture de la Thaïlande. De retour dans le royaume, il devient banquier à la fin des années 30 et garde tout au long de sa vie un pied dans le monde des affaires.
Très marqué par la mort du roi Ananda, il se fixe comme objectif personnel et politique de protéger la famille royale et la royauté. Il conserve des liens très étroits avec les membres de la famille royale. En 1947, il fonde le parti du progrès ; ensuite il rejoint le Parti démocrate ; et pour finir fait scission avec le Parti d'action sociale. Il crée en 1950 le journal Siam Rath, un influent journal où il écrit presque tous les jours un éditorial. Il est ministre, sénateur, puis président du Parlement de 1973 à 1974. Pendant la période "démocratique" de 1973 à 1976, avant d'être nommé Premier ministre, Kukrit Pramoj tient des débats houleux à la télévision avec le bonze rebelle et écrivain aux idées réformistes Buddhadasa. De 1975 à 1976, il est le 13ème Premier ministre du royaume, conservateur dans ses idées mais plutôt libéral dans ses politiques.
Personnalité très célèbre en Thaïlande, il a sa statue de cire au musée Madame Tussauds de Bangkok.

## Œuvre
Il a écrit trois romans :
- Sii Phaendin (สี่แผ่นดิน เดอะมิวสิคัล / Si Phan Din / Quatre Dynasties / Four Reigns), un des premiers grands romans-fleuves de la littérature contemporaine thaïlandaise paru d'abord sous forme de feuilleton dans le quotidien Siam Rath en 1953[9] avant d'être publié en quatre volumes en thaï puis traduit en deux volumes en anglais[10] en 1981 par Tulachandra. Ce roman est adapté en téléfilm musical à quatre reprises (2011 ; 2014 ; 2017[11] ; 2019[12]) avec l'actrice Sinjai Plengpanich dans le rôle principal de Mae Ploy.
- Lai Chivit (หลายชีวิต ; Plusieurs vies[13]) traduit en français en 2003.
- Phai Daeng (ไผ่แดง ; Bambou rouge), livre qui servira de base pour le scénario du film Les bambous rouges (1979) de Permpol Choey Aroon[14],[15],[16].

Il a aussi écrit : 
- les nouvelles Puen Non (เพื่อนนอน ; recueil de nouvelles : Livre de chevet)
- la nouvelle de science-fiction Kawao tee Bangpleng (กาเหว่าที่บางเพลง) adaptée en 1994 au cinéma sous le titre de Blackbirds at Bangpleng ;
- la pièce de théâtre Rashōmon (ราโชมอน) : cette pièce sera en 2011 une des bases principales du film thaïlandais The Outrage (อุโมงค์ผาเมือง นางยั่วสวาท / U Mong Pa Meung).

II a traduit  Jonathan Livingston le goéland et rédigé des essais et des articles.
Il est aussi le créateur de la troupe de Khon de l'université Thammasat, bien connue en Thaïlande.

## Roman traduit en français
- Plusieurs vies, Kukrit Pramoj, trad.  Wilawan Pellaumail et Christian Pellaumail, Langues et mondes-l'Asiathèque, 5 décembre 2003, 316 p.  (ISBN 978-2911053894)[17]

## Distinction
- prix de la culture asiatique de Fukuoka (1990)

## La résidence de Kukrit Pramoj à Bangkok
Depuis novembre 2000, on peut visiter la résidence de Kukrit Pramoj et son agréable jardin au cœur de Bangkok, au sud de l'avenue Sathorn, dans le Soi Phra Pinit, quartier de Sathon : c'est une maison beaucoup moins connue et visitée par les touristes que la maison de Jim Thompson mais elle est beaucoup plus authentique. Ce bijou d'architecture thaïe est constitué d'un ensemble de cinq vraies maisons traditionnelles en teck, vieilles de plus de cent vingt ans et rapportées de la plaine centrale du Chao Phraya. 

Résidence de Kukrit Pramoj
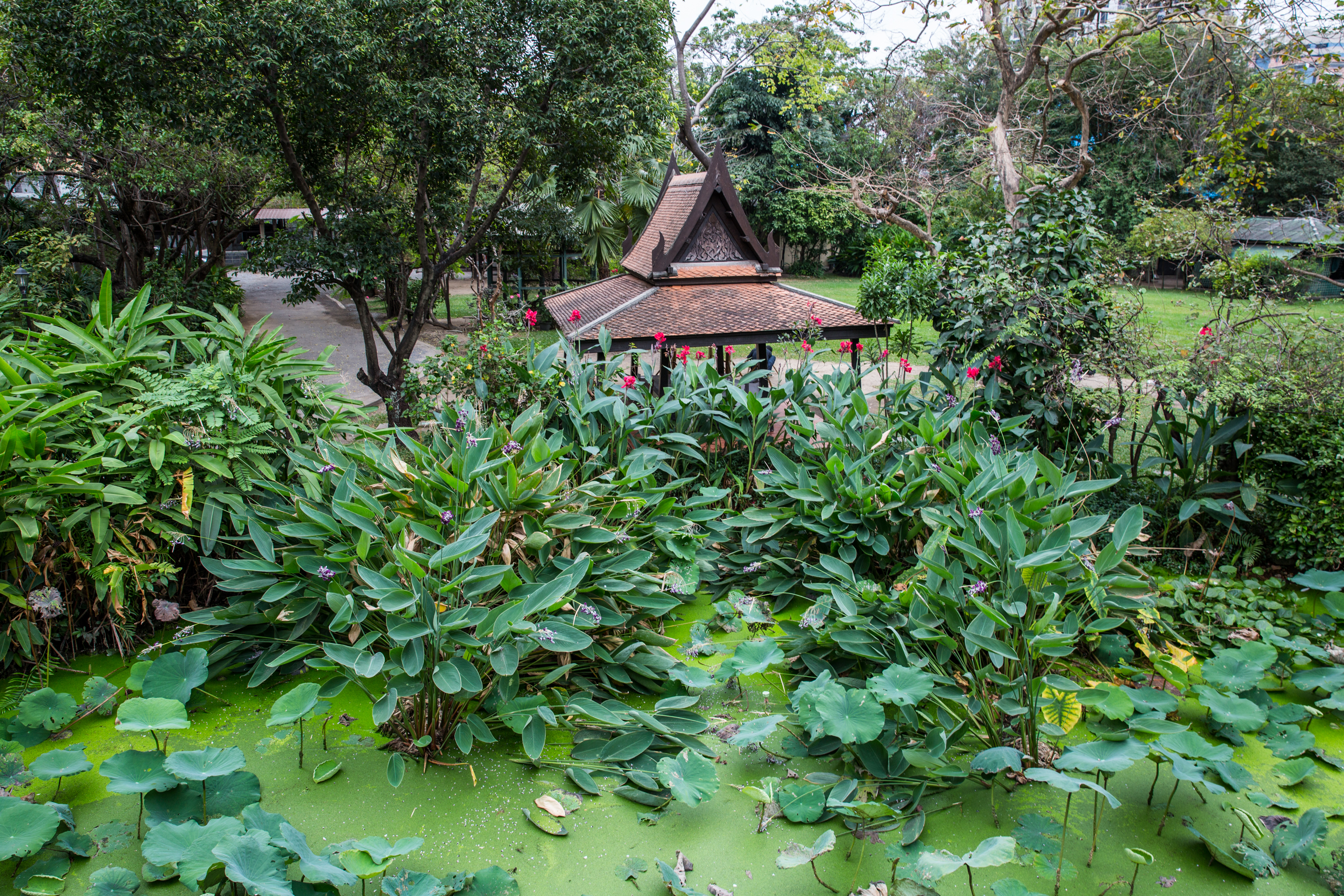
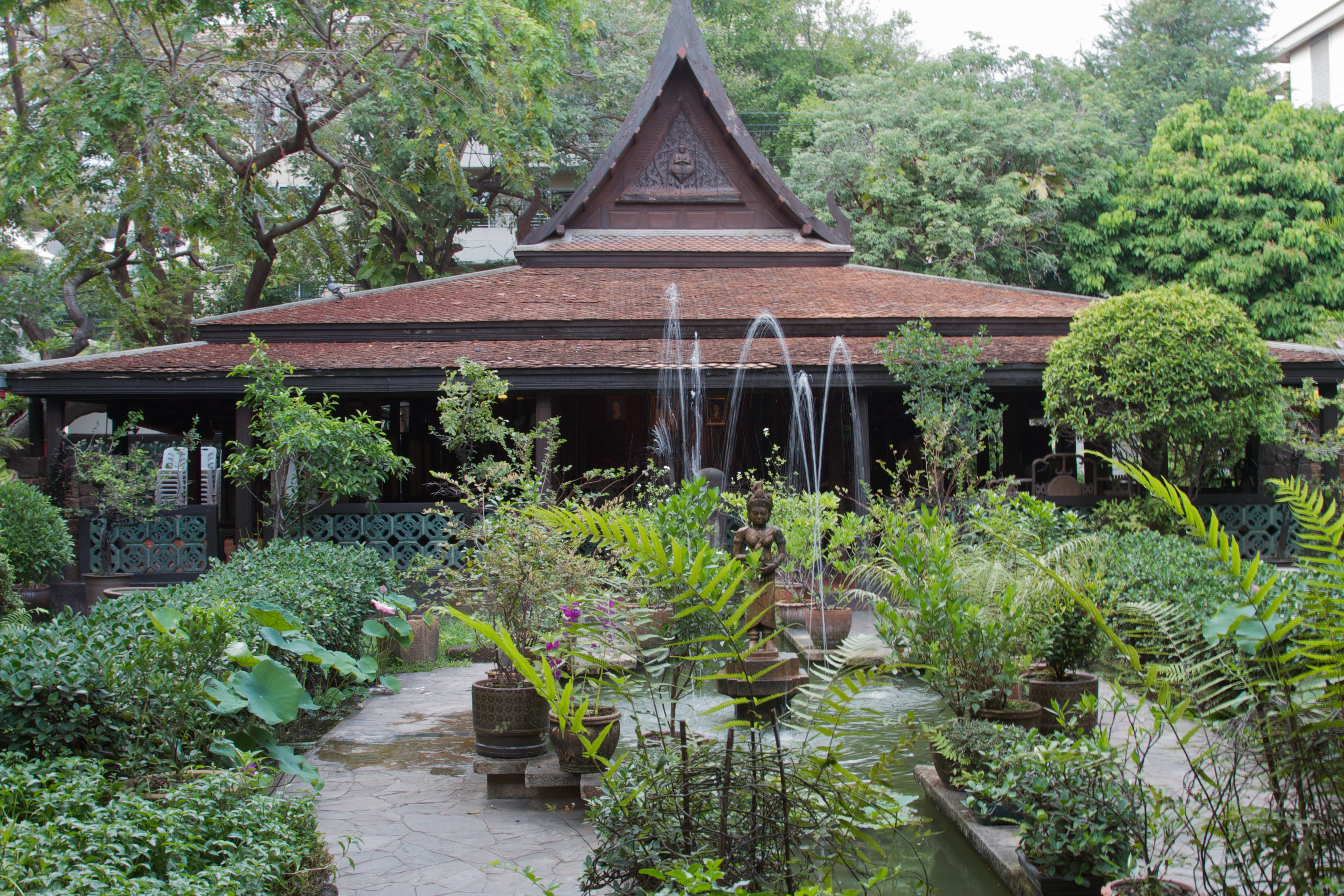
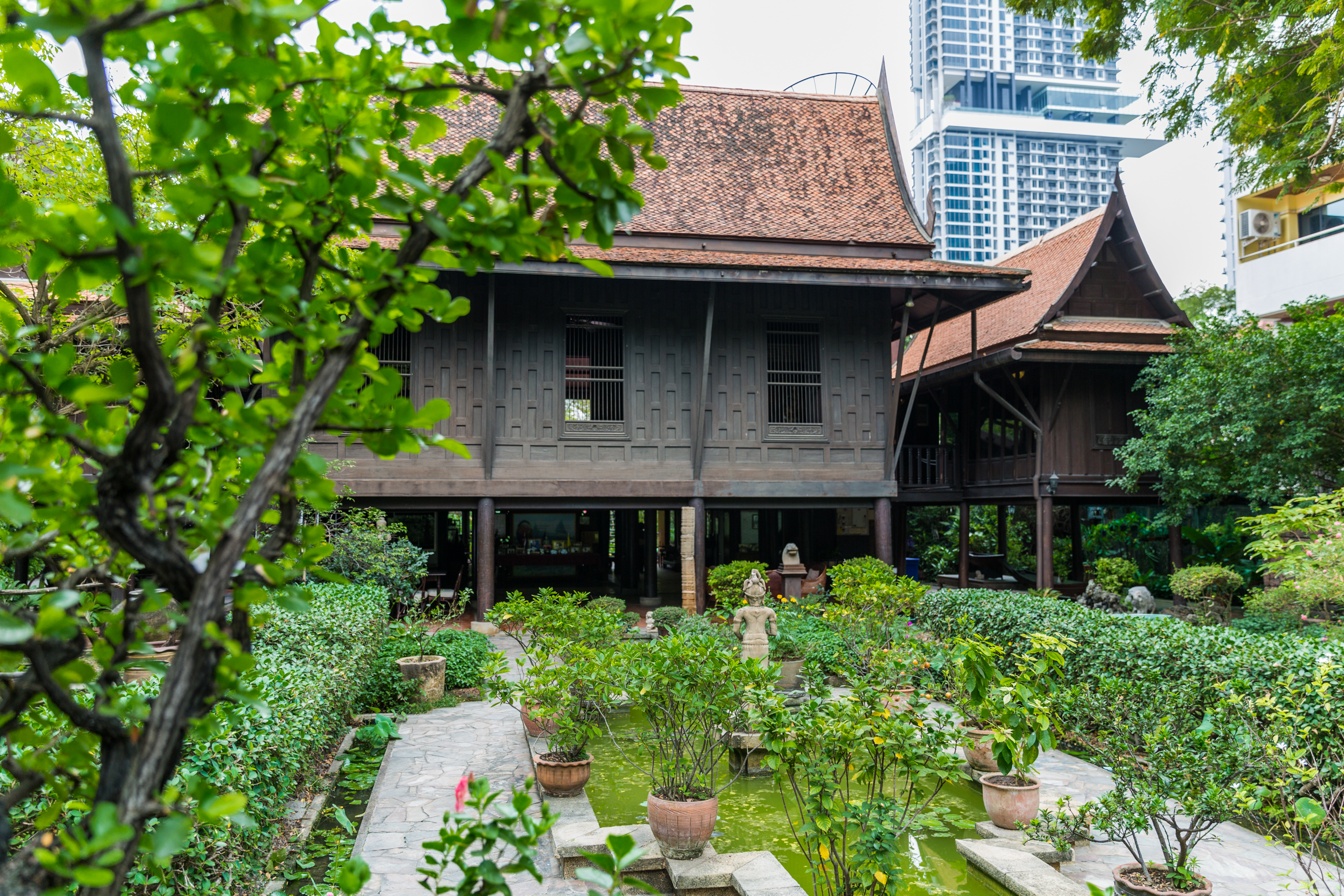
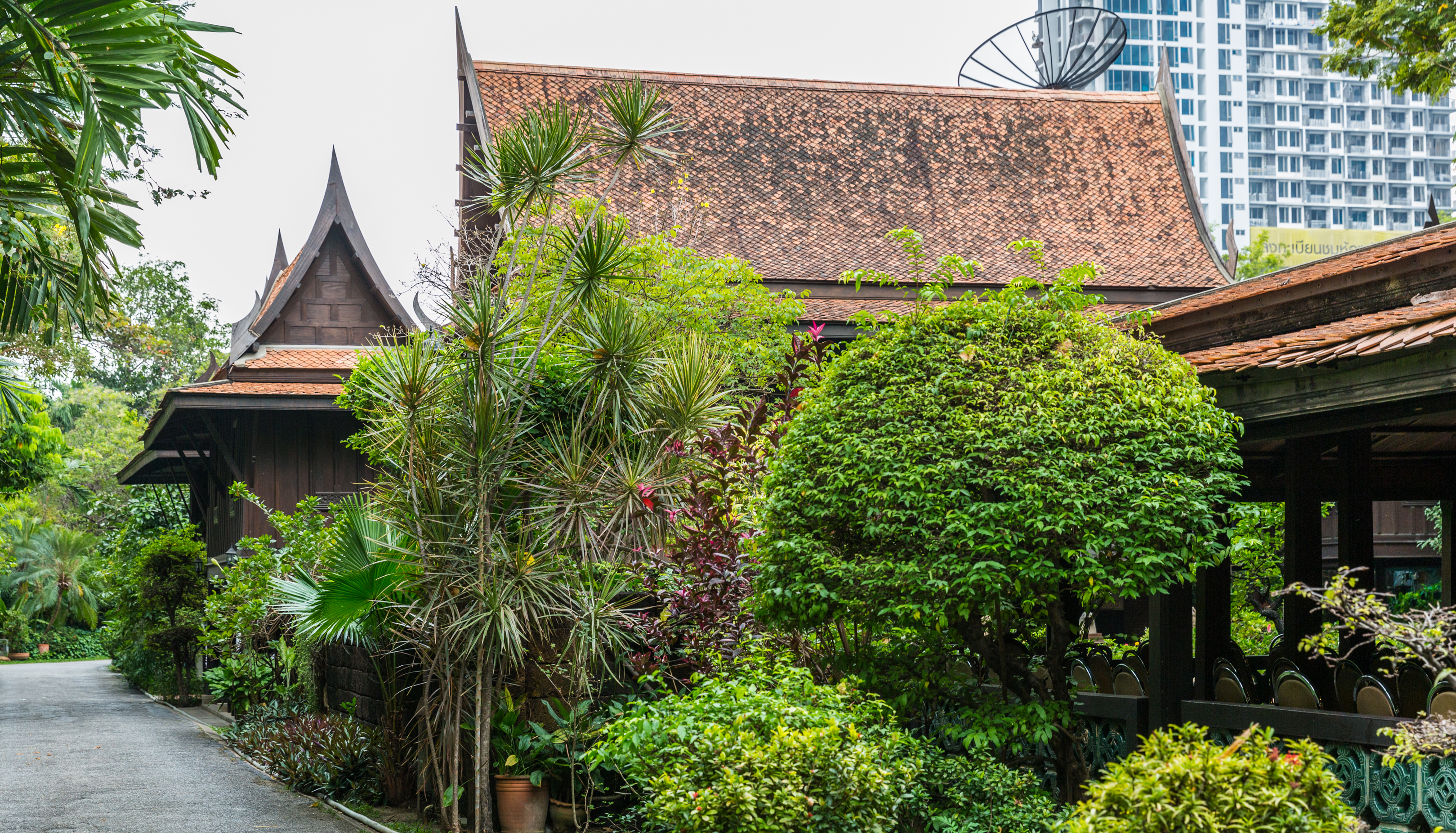
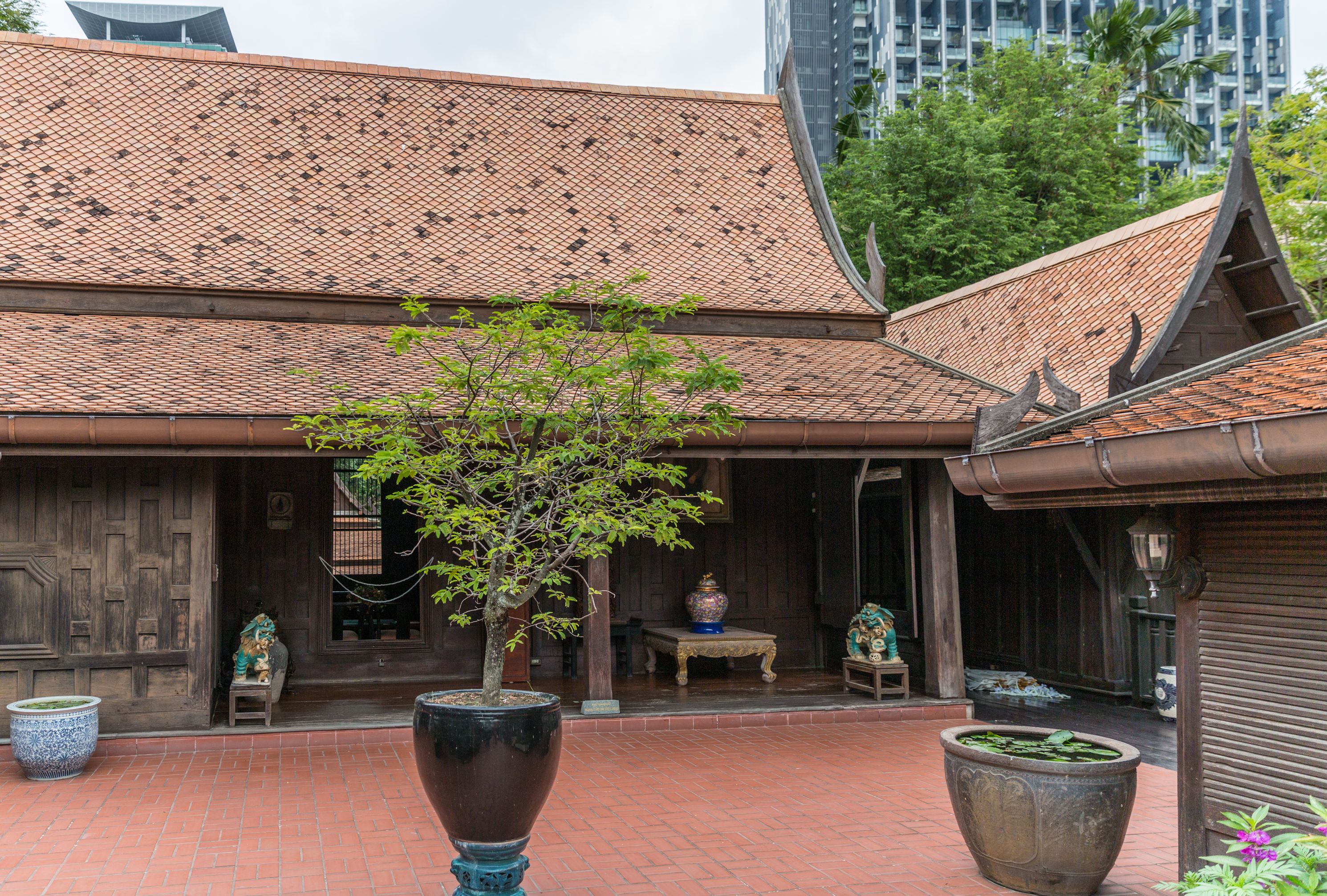
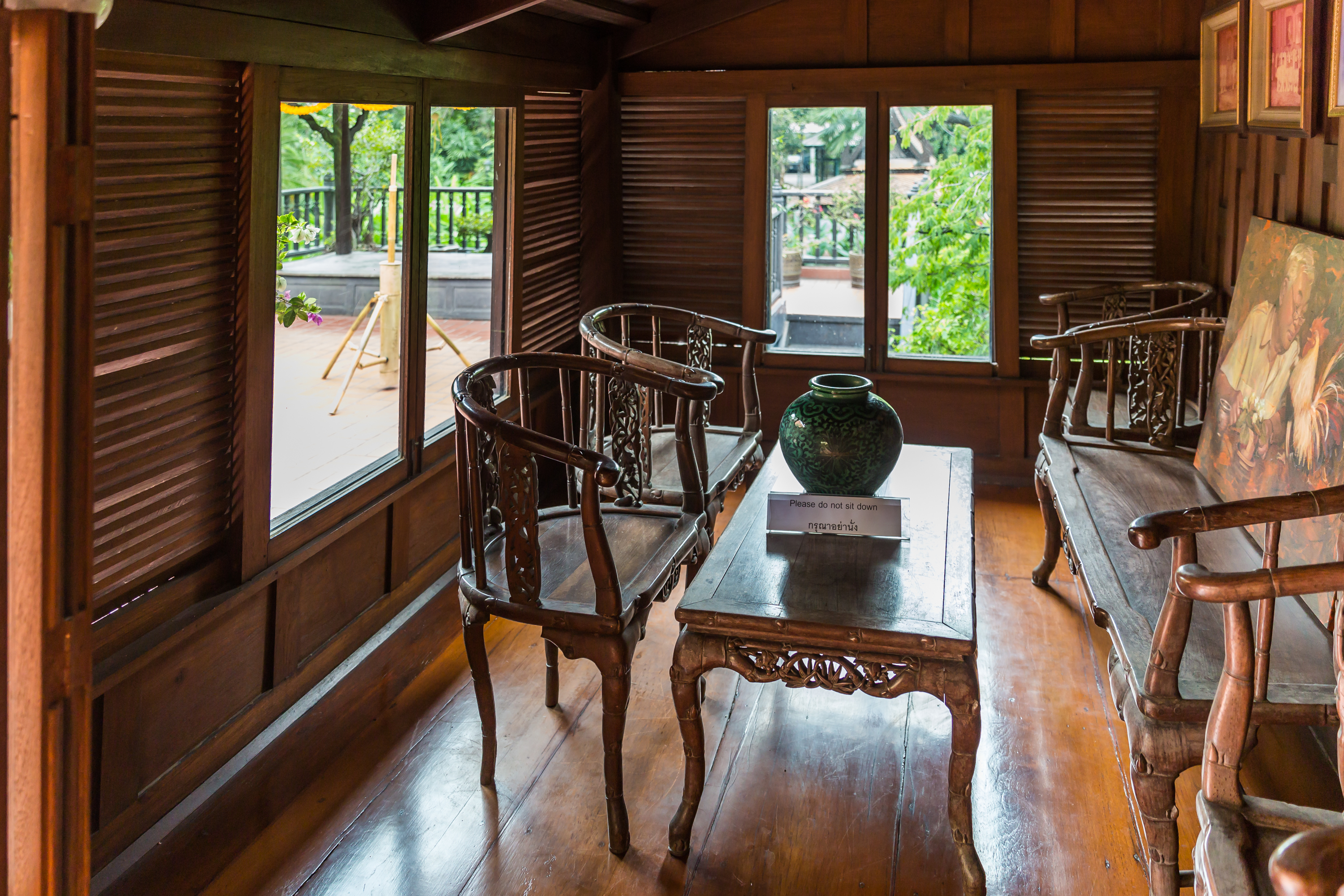
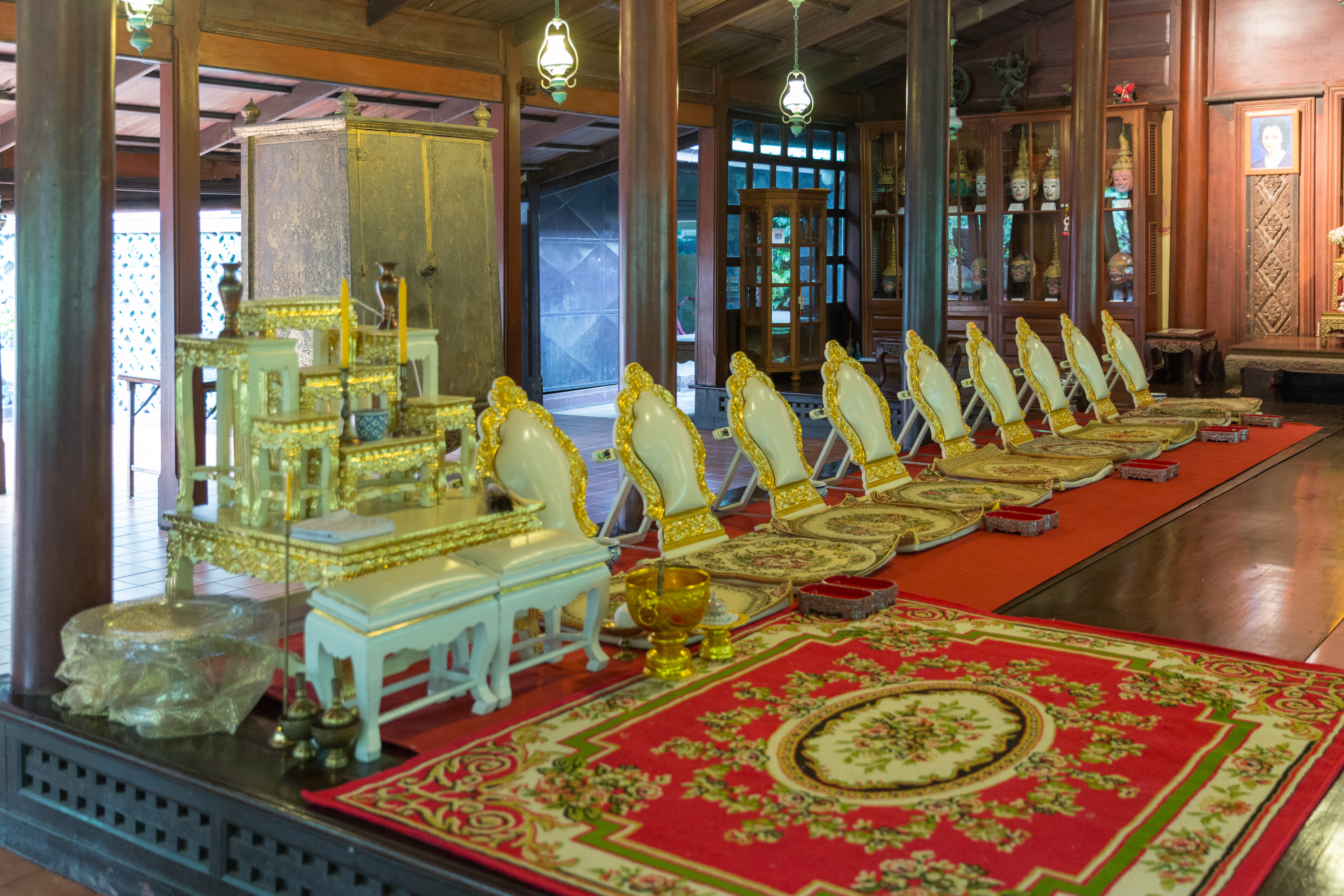

On peut de plus y admirer un lit de Rama II, arrière-grand-père de Kukrit, une collection de porcelaines chinoises min, d'anciennes marionnettes de théâtre...
L'ensemble des recettes perçues est reversée à la Fondation Kukrit qui a pour objectif la conservation et la promotion de la culture thaïe et elles financent en particulier la troupe de théâtre Khon de l'Université Thammasat.